# Phaseolus filiformis
Phaseolus filiformis, vrsta divljeg graha iz jugozapada SAD–a (Arizona, Kalifornija, Novi Meksiko, Teksas); i sjevernog Meksika.
Mahuna s jednom ili više sjemenki duga je svega 2.5 do 3.5cm, široka 5–7mm, blago zakrivljena. Listovi su tamnozeleni. Cvate cijele godine, cvijet je ružičast.
Vrsta je uvezena i u Kolumbiju

## Sinonimi
- Phaseolus sanctorum M.E.Jones; Contr. W. Bot. 15: 140 (1929)
- Phaseolus wrightii A.Gray; Smithsonian Contr. Knowl. 3(5) (Pl. Wright. 1): 43 (1852)